# 陳中樞
陳中樞（1952年—）是香港著名画家。1952年出生於香港，畢業於香港美術專科學校及大一藝術設計學院。1979年創辦山月畫室，1995年移居加拿大。

## 生平
- 1976年－1979年任教於香港美術專科學校。
- 1985年－1994年任教於大一藝術設計學院。
- 1979年曾舉辦八次個人畫展及參加七十餘次聯展於香港、中國、澳門、台灣、日本、韓國、新加坡、馬來西亞、印尼、泰國、法國、美國、及加拿大等地。
- 1988年、1994年出版作品集。曾任香港現代水彩畫協會會長、匯彩美術會會長、香港美術家協會理事、星期一工作室會員及加拿大藝術家聯盟簽署會員（AFCA）。作品曾入選香港藝術雙年展。
- 1998年、2001年在加拿大獲多個公開比賽獎項。